# Andy Parkinson
Andy Parkinson (Liverpool, 27 maggio 1979) è un allenatore di calcio ed ex calciatore inglese, di ruolo centrocampista.

## Carriera

### Giocatore
Dal 1995 al 1997 gioca nelle giovanili del Liverpool, con cui nella stagione 1995-1996 vince anche la FA Youth Cup. Fa il suo esordio tra i professionisti all'età di 18 anni segnando un gol in 17 presenze nella seconda divisione inglese con il Tranmere durante la stagione 1997-1998; nell'annata successiva realizza invece 2 reti in 27 presenze, diventando poi titolare fisso (37 presenze e 7 gol) nella stagione 1999-2000, nel quale il club di Birkenhead è anche finalista perdente di Coppa di Lega. Nella stagione seguente Parkinson segna 6 reti in 39 presenze, restando poi al Tranmere anche nel biennio seguente nonostante la retrocessione in terza divisione del club; in quest'ultima categoria tra il 2001 ed il 2003 totalizza complessivamente 41 presenze e 2 reti. Nella stagione 2003-2004 torna a giocare in seconda divisione, collezionandovi altre 7 presenze con lo Sheffield Utd, per poi segnare 3 reti in 14 presenze col Notts County, club di terza divisione in cui trascorre in prestito la seconda metà della stagione. Negli anni seguenti gioca con vari club della quarta divisione inglese, militando in questa categoria dal 2004 al 2011 fatta eccezione per una stagione e mezzo trascorsa in quinta divisione al Cambridge Utd (con cui peraltro perde una finale play-off per la promozione in quarta divisione nel corso della stagione 2008-2009). Successivamente trascorre quattro stagioni nella prima divisione gallese, giocandovi con le maglie di Aberystwyth Town e Prestatyn Town; con quest'ultimo club segna peraltro anche una rete in 4 presenze nei turni preliminari della UEFA Europa League 2013-2014.

### Allenatore
Ha lavorato al Tranmere con vari ruoli (allenatore delle giovanili, vice allenatore della prima squadra ed allenatore ad interim della prima squadra).

## Palmarès

### Club

#### Competizioni giovanili
- FA Youth Cup: 1

Liverpool: 1995-1996